# Euschistus strenuus
Euschistus strenuus är en insektsart som beskrevs av Carl Stål 1862. Euschistus strenuus ingår i släktet Euschistus och familjen bärfisar. Inga underarter finns listade i Catalogue of Life.